# Asienspiele 2022/Rudern
Bei den Asienspielen 2022 wurden 14 Wettbewerbe im Rudern ausgetragen, davon je sieben bei den Männern und bei den Frauen. Austragungsort war das Fuyang Water Sports Centre.
Erfolgreichste Nation war Gastgeber China, dessen Sportler 11 der 14 Wettbewerbe gewannen.

## Bilanz

### Medaillenspiegel
| Platz  | Land       | Gold | Silber | Bronze | Gesamt |
| ------ | ---------- | ---- | ------ | ------ | ------ |
| 1      | China      | 11   | 2      | —      | 13     |
| 2      | Usbekistan | 2    | 4      | 1      | 7      |
| 3      | Hongkong   | 1    | 1      | 1      | 3      |
| 4      | Japan      | —    | 3      | 1      | 4      |
| 5      | Indien     | —    | 2      | 3      | 5      |
| 6      | Iran       | —    | 2      | —      | 2      |
| 7      | Indonesien | —    | —      | 3      | 3      |
| 7      | Vietnam    | —    | —      | 3      | 3      |
| 9      | Südkorea   | —    | —      | 1      | 1      |
| 9      | Thailand   | —    | —      | 1      | 1      |
| Gesamt | Gesamt     | 14   | 14     | 14     | 42     |

### Medaillengewinner
Männer
| Disziplin                   | Gold                                                                                                 | Silber | Bronze |
| --------------------------- | --- | --- | --- |
| Einer                       | Zhang Liang                                                                                          | Ryūta Arakawa | Chiu Hin Chun |
| Doppelzweier                | ChinaLiu Zhiyu Zhang Liang                                                                           | UsbekistanShakhboz Kholmurzaev Mekhrojbek Mamatkulov                                                                                          | IndonesienIhram Memo |
| Leichtgewichts-Doppelzweier | ChinaFan Junjie Sun Man                                                                              | IndienArjun Lal Jat Arvind Singh | UsbekistanShahkhzod Nurmatov Sobirjon Safaroliev                                                                                                 |
| Doppelvierer                | ChinaHan Wei Yi Xudi Zang Ha Sulitan Adilijiang                                                      | UsbekistanShakhzod Nurmatov Shakhboz Kholmurzaev Mekhrojbek Mamatkulov Sobirjon Safaroliev                                                    | IndienSatnam Singh Parminder Singh Jakar Khan Sukhmeet Singh                                                                                     |
| Zweier ohne Steuermann      | HongkongLam San Tung Wong Wai Chun                                                                   | UsbekistanShekhroz Hakimov Dilshodjon Khudoyberdiev                                                                                           | IndienBabu Lal Yadav Ram Lekh |
| Vierer ohne Steuermann      | UsbekistanShehroz Hakimov Dilshodjon Khudoyberdiev Davrjon Davronov Alisher Turdiev                  | ChinaLi Wenlei Chen Xianfeng Xu Qiao Cai Pengpeng                                                                                             | IndienJaswinder Singh Bheem Singh Punit Kumar Ashish                                                                                             |
| Achter                      | ChinaLi Wenlei Chen Xianfeng Xu Qiao Lyu Yi Ji Gaoxing Cai Pengpeng Ni Xulin Nie Yide Liang Weixiong | IndienNeeraj Maan Naresh Kalwaniya Neetish Kumar Charanjeet Sing Jaswinder Singh Bheem Singh Punit Kumar Ashish Goliyan Dhananjay Uttam Pande | IndonesienRifqi Taufiqurahman Kakan Kusmana Sulpianto Rendi Setia Maulana Asuhan Pattiha Ferdiansyah Denri Alghiffari Ardi Isadi Ujang Hasbulloh |

Frauen
| Disziplin                   | Gold | Silber | Bronze |
| --------------------------- | --- | --- | --- |
| Einer                       | Anna Prakaten                                                                                               | Liu Ruiqi | Shiho Yonekawa |
| Doppelzweier                | ChinaLu Shiyu Shen Shuangmei                                                                                | IranMahsa Javar Zeinab Norousi | ThailandNuntida Krajangjam Parisa Chaempudsa                                                                                       |
| Leichtgewichts-Doppelzweier | ChinaZou Jiaqi Qiu Xiuping                                                                                  | UsbekistanLuizakhon Islomova Malika Tagmatova                                                                                       | IndonesienChelsea Corputty Mutiara Rahma Putri                                                                                     |
| Doppelvierer                | ChinaChen Yunxia Zhang Ling Lyu Yang Cui Xiaotong                                                           | IranFatemeh Mojallaltoptaghghale Nazanin Malaei Mahsa Javer Zeinab Norouzi                                                          | VietnamLường Thị Thảo Bui Thi Thu Hien Nguyen Thi Giang Phạm Thị Thảo                                                              |
| Zweier ohne Steuerfrau      | ChinaWang Tingting Zhang Xuan                                                                               | HongkongCheung Hoi Lam Leung King Wan                                                                                               | SüdkoreaKim Ha-yeong Lee Soo-bin                                                                                                   |
| Vierer ohne Steuerfrau      | ChinaZhang Shuxian Liu Xiaoxin Wang Zifeng Xu Xingye                                                        | JapanSahoko Kinota Akiho Takano Haruna Sakakibara Sayaka Chujo                                                                      | VietnamPhạm Thị Huệ Đinh Thị Hảo Hà Thị Vui Dư Thị Bông                                                                            |
| Achter                      | ChinaZhang Shuxian Yu Siyuan Bao Lijun Dong Xiya Zhang Hairong Liu Xiaoxin Wang Zifeng Xu Xingye Xu Xiaohan | JapanSayaka Chujo Chiaki Tomita Urara Kakishima Emi Hirouchi Akiho Takano Sahoko Kinota Shiho Yonekawa Haruna Sakakibara Saki Senda | VietnamHồ Thị Lý Tran Thi Kiet Pham Thi Ngoc Anh Le Thi Hien Ha Thi Vui Đinh Thị Hảo Phạm Thị Huệ Du Thi Bong Nguyen Lam Kieu Diem |